# شانه‌موش بلندی
شانه‌موش بلندی (به انگلیسی: highland tuco-tuco) (نام علمی: Ctenomys opimus) یک گونه از سرده شانه‌موش‌ها است.